# Simon apostol
Simon apostol vagy Szent Simon (ógörögül: Σίμων), (1. század – 80 körül) a Názáreti Jézus egyik apostola volt. Életéről nem sok tudható: a Biblián kívüli hagyomány szerint Jézus mennybemenetele után Egyiptomban, majd Júdás-Taddeus apostollal együtt Perzsiában hirdette az evangéliumot. Az 1. század második felében lett vértanú, valószínűleg Perzsiában.

## Élete

### Személye a Bibliában
Simon Kánából származott, és a zélóta (túlbuzgó, fanatikus) nevet is viselte. A Biblia keveset ír róla, annál többet tud az ókeresztény hagyomány. A Bibliában az apostolok felsorolásakor szerepel az ő neve is a következő helyeken: Mk 3,18; Mt 10,4; Lk 6,15; ApCsel 1,13. Az őskeresztény hagyomány egy része azonosnak tartja Simonnal, Kleopás fiával, más része nem.

### Biblián kívüli hagyomány
Az életéről egymásnak ellentmondó hagyományok vannak. 
Egy hagyomány szerint Egyiptomban, Líbiában és állítólag a Brit-szigeteken hirdette az evangéliumot, majd Júdás-Taddeus apostollal Perzsiába – és talán Örményországba – ment (amely akkoriban a Pártus Birodalom része volt). A történet szerint abban az időben tervezett hadjáratot Baradach, a babiloni király hadvezére és hercege India ellen. Jóslatot kért isteneitől, és azt a választ kapta, hogy nagy háború következik, amelyben mindkét oldalon sokan halnak meg. A herceg ettől megrettent, és szorult helyzetében az apostolokhoz fordult. Simon és Júdás ezt mondta: ,,Nem kell félned, mert velünk a béke jött országotokba. Nem lesz háború, holnap a harmadik órában követek érkeznek Indiából, hogy a békéről tárgyaljanak veled.” A pogány papok, akik az előbbi jóslatot adták, kinevették az apostolokat, de másnap bekövetkezett, amit Simon és Júdás mondott: megérkeztek a békekövetek Indiából. A herceg a történetekért máglyára akarta vettetni a pogány papokat, mert hazudtak neki. Jézus tanítványai azonban így könyörögtek azok életéért: ,,Mi nem azért küldettünk, hogy élőket megöljünk, hanem hogy holtakat életre keltsünk!” A nemes magatartás híre eljutott a király fülébe is, aki elrendelte, hogy a két apostol szabadon működhessék országa területén.
Simon és Judás-Taddeus egy ízben megvédtek egy ifjút, akit alaptalanul azzal vádoltak, hogy elcsábított egy leányt. Ezért rátámadtak az apostolokra, hogy szolgáltassák ki nekik az igazi tettest, ők azonban így válaszoltak: ,,Mi arra küldettünk, hogy megmentsük az ártatlanokat, nem pedig arra, hogy elveszejtsük a bűnösöket!”
Miután bejárták már az egész országot, eljutottak egy városba, melynek népét ellenségeik feltüzelték ellenük. A két apostolt elfogták és a pogány templomba hurcolták. Akkor megjelent nekik az Úr angyala, és mindkettőjüket választásra szólította fel: vagy azonnal meghalnak mind, akik ellenük támadtak, vagy ők lesznek vértanúk. Mindketten a vértanúságot választották, de csodajelet kértek, hogy megtérjenek az emberek. Azt kérték, hogy csillapodjon le a tömeg dühe, és mindegyik gonosz lélek zúzza szét a saját bálványát. Mikor a bálványképek mindenki szeme láttára darabokra törtek, a pogány papok rárohantak az apostolokra, és megölték őket Szuanir városában. Más forrás szerint mindkettőjüket együtt kettéfűrészelték, vagy Júdás és Simon visszament Jeruzsálembe, ahol Júdást bottal agyonverték, Simont pedig darabokra fűrészelték. Haláluknak időpontja valószínűleg 80 körül volt. Más forrás úgy tudja, hogy 47. július 1-én hunytak el, miután 13 évig működtek együtt.

## Tisztelete, ábrázolása
Simon és Júdás apostol ereklyéi több helyre, így Rómába is eljutottak, és ma a Szent Péter-bazilikában vannak elhelyezve.
Vértanúságának eszköze folytán a favágók tekintik védőszentjüknek, és gyakorta fűrésszel ábrázolják. Ezért különösen a favágók tisztelték védőszentül, de Júdás-Taddeussal együtt a kőművesek, tímárok, vésnökök védőszentje is. Ünnepüket a Szent Jeromos-féle Martirologium október 28. napjára teszi. Rómában a 9. századtól ünneplik őket. Az ortodox kereszténységben május 10. az ünnepük.

## Egyéb külső hivatkozások
- Jankovics Marcell: Jelkép-kalendárium (részlet) - Simon-Júda, jelesnapok.oszk.hu